# Адміністративний устрій Кам'янець-Подільського району
Адміністративний устрій Кам'янець-Подільського району — адміністративно-територіальний поділ Кам'янець-Подільського району Хмельницької області на 1 селищну, 6 сільських громад та 13 сільські ради, які об'єднують 122 населені пункти та підпорядковані Кам'янець-Подільській районній раді. Адміністративний центр — місто Кам'янець-Подільський, що є містом обласного значення та до складу району не входить.

## Список громадКам'янець-Подільського району
- Гуменецька сільська громада
- Жванецька сільська громада
- Китайгородська сільська громада
- Колибаївська сільська громада
- Орининська сільська громада
- Слобідсько-Кульчієвецька сільська громада
- Староушицька селищна громада

## Список радКам'янець-Подільського району
| №  | Назва                               | Центр                  | Населені пункти                                                 | Площа км² | Місце за площею | Населення (2001), чол. | Місце за населенням |
| -- | ----------------------------------- | ---------------------- | --------------------------------------------------------------- | --------- | --------------- | ---------------------- | ------------------- |
| 1  | Довжоцька сільська рада             | с. Довжок              | с. Довжок с. Нагоряни                                           | 62,490    | 2               | 5037                   | 2                   |
| 2  | Завальська сільська рада            | с. Завалля             | с. Завалля с. Вітківці с. Кудринці с. Червона Діброва           | 30,274    | 25              | 1210                   | 25                  |
| 3  | Заліська сільська рада              | с. Залісся Перше       | с. Залісся Перше с. Параївка                                    | 29,242    | 26              | 1343                   | 23                  |
| 4  | Зіньковецька сільська рада          | с. Зіньківці           | с. Зіньківці                                                    | 13,450    | 41              | 851                    | 34                  |
| 5  | Кадиївська сільська рада            | с. Кадиївці            | с. Кадиївці с. Суржа                                            | 43,030    | 12              | 1909                   | 15                  |
| 6  | Кам'янська сільська рада            | с. Кам'янка            | с. Кам'янка                                                     | 9,500     | 42              | 2092                   | 13                  |
| 7  | Княжпільська сільська рада          | с. Княжпіль            | с. Княжпіль                                                     | 23,378    | 33              | 780                    | 38                  |
| 8  | Кульчієвецька сільська рада         | с. Кульчіївці          | с. Кульчіївці с. Калиня с. Суржинці с. Фурманівка               | 46,421    | 10              | 1753                   | 16                  |
| 9  | Панівецька сільська рада            | с. Панівці             | с. Панівці с. Зубрівка с. Цибулівка                             | 9,220     | 43              | 1655                   | 18                  |
| 10 | Рихтівська сільська рада            | с. Рихта               | с. Рихта с. Лісківці                                            | 32,469    | 23              | 1348                   | 22                  |
| 11 | Слобідсько-Рихтівська сільська рада | с. Слобідка-Рихтівська | с. Слобідка-Рихтівська с. Вільне с. Кізя-Кудринецька с. Мілівці | 36,622    | 16              | 2370                   | 9                   |
| 12 | Чабанівська сільська рада           | с. Чабанівка           | с. Чабанівка с. Гута-Чугорська с. Липи с. Лисківці              | 56,510    | 4               | 1478                   | 20                  |
| 13 | Шустовецька сільська рада           | с. Шустівці            | с. Шустівці с. Ніверка с. Нововолодимирівка с. Чорнокозинці     | 39,330    | 14              | 1283                   | 24                  |

* Примітки: м. — місто, с-ще — селище, смт — селище міського типу, с. — село